# Akademisekreterare
Akademisekreterare är en titel på en tjänsteman vid ett universitet.
Enligt Uppsala universitets konstitutioner från 1626 och Lunds universitets från 1666 skulle det vid respektive universitet finnas en akademisekreterare. Akademisekreteraren och akademiräntmästaren var universitetens tjänstemän. De valdes till sina ämbeten. Befattningen som akademisekreterare fanns kvar i Uppsala och Lund fram till och med 1964. Akademisekreteraren var då chef för universitetets kansli. 1965 infördes befattningen universitetsråd och befattningen som akademisekreterare togs bort.
Vid Lunds universitet återtogs titeln i samband med universitetsförvaltningens omorganisation i början av 1990-talet. Akademisekreterarens funktion var att leda arbetet vid rektors kansli. Titeln avskaffades igen vid omorganisationen 2009.